# Nikolaus Simmer
Pour les articles homonymes, voir Simmer.
Nikolaus Simmer (pseudonyme : Klaus Simmer-Jochem) (né le 11 novembre 1902 à Besch et mort le 17 mars 1986 dans la même ville) est un diplômé en commerce et homme politique allemand (NSDAP). De 1940 à 1945, il est maire de Coblence.

## Biographie
Simmer étudie à l'institut de préparation et l'institut de formation des enseignants de Wittlich, où il réussit son examen d'enseignant en 1923. Il travaille ensuite comme employé de commerce à Sarrebruck. Il étudie le droit et l'économie en tant qu'étudiant ouvrier de 1925 à 1926 à l'École de commerce de Berlin (de), puis l'économie et les sciences sociales à l'Université Johann Wolfgang Goethe de Francfort-sur-le-Main jusqu'en 1929. À Francfort, il devient membre de la fraternité Marcomannia au sein de l'Association des garçons allemands (de). En 1927, il rejoint le NSDAP (numéro de membre 56 310). De 1929 à 1930, il travaille comme professeur de commerce à l'école supérieure de commerce de la ville de Francfort-sur-le-Main. Il rattrape son Abitur et devient diplômé en commerce en 1929 et professeur de commerce en 1931. En 1931, il obtient son doctorat à l'Université de Francfort-sur-le-Main. Après avoir reçu une bourse de l'Institute of International Education (New York), il part un an en 1931/1932 à l'Université de Pennsylvanie (USA), où il donne également des conférences de propagande pour le NSDAP.
Après son retour, il reprend le poste de chef de district du NSDAP à Trèves, où il est également président de la faction NSDAP au conseil municipal. À partir de 1932, il travaille comme orateur public. À Trèves, il travaille à partir de 1933 en tant que chef de district de la DRK. De mars jusqu'à la dissolution du corps à l'automne 1933, il est membre du parlement de l'État prussien. En mars 1933, il est élu au parlement provincial de Rhénanie, qui est dissous le 23 avril 1933, il devient administrateur de l'arrondissement de Trèves, où il est mis en retraite provisoire en 1935. En 1933, 1936 et 1938, il est proposé sans succès pour le Reichstag. En 1935, il travaille comme consultant honoraire en économie de district à Trèves. Il est un Standartenfuhrer dans le NSKK. Après avoir été accusé de trahison par négligence, il est mis à la retraite provisoire. En 1936, il devient député, puis de 1937 à 1939 administrateur par intérim de l'arrondissement de Bad Kreuznach. De 1940 à 1944, il est commissaire d'État à Bad Mondorf, Luxembourg, et chef par intérim des thermes d'État à Mondorf.

## Maire de Coblence
Son prédécesseur, Theodor Habicht, est appelé au service militaire après seulement quatre mois de mandat. Le 6 janvier 1940, Simmer lui succède comme maire de Coblence. En septembre 1943, il devient responsable du département économique du Luxembourg occupé. En 1942, 870 Juifs de la région sont déportés vers les camps de concentration et d'extermination nazis via la gare de Coblence-Lützel (de). Un an plus tard, 149 Sinté de Coblence suivent, qui sont déportés à Auschwitz via la gare principale. En 1943, Simmer est interdit de parler.
Dans la guerre aérienne contre les villes allemandes, Coblence est d'abord épargnée. Le 22 avril 1944 a lieu le premier grand raid aérien sur Coblence (de), au cours duquel 130 personnes sont tuées et 300 blessées. L'attaque aérienne la plus grave, le 6 novembre 1944, détruit complètement la ville, une tempête de feu rendant toute tentative d'extinction vaine. Cette attaque fait 109 morts, 558 blessés et 25 000 sans-abri. Sur les 23 700 logements, seuls 1 500 sont restés intacts. La ville évacue la population de Coblence vers la Thuringe jusqu'à fin 1944, ce qui sauve la vie de nombreuses personnes. Depuis le 24 septembre 1944, plusieurs trains transportant chacun 600 personnes quittent la ville chaque jour. L'ordre d'évacuation définitif est arrivé le 13 janvier 1945.
En janvier 1945, il est révoqué de son poste de maire et doit répondre à l'appel au service militaire en tant que gradé de l'armée. Le 12 février 1945, Konrad Gorges lui succède au poste de maire.

## Période d'après-guerre
Simmer devient prisonnier de guerre américain près d'Oppenheim en mars 1945, est interné à Sarrebruck en 1945/46 et est détenu au Luxembourg de 1947 à 1948 en tant que criminel de guerre présumé. L'affaire est finalement abandonnée et Simmer libéré. Son processus de dénazification prend fin le 16 mars 1950 car, selon la commission d'enquête, il est affecté au groupe III (moins incriminé).
Il trouve du travail comme agent d'assurance. Il travaille ensuite comme conseiller fiscal à Gerolstein et Kobern. À partir de 1951, il tente en vain de réintégrer la fonction publique. En 1954, il prend sa retraite.

## Famille
Nikolaus Simmer est le fils du fermier et propriétaire de moulin luxembourgeois Johann Simmer et de sa femme Anna, née. Jochem[pas clair]. Il est marié avec Hedwig Dujardin (née le 29 juillet 1913), fille d'un conseiller juridique. Un de ses frères cadets est l'ancien administrateur de l'arrondissement d'Ahrweiler, Peter Simmer (de).

## Publications (sélection)
- Wandlungen in der Kapitalanlagepolitik der privaten deutschen Versicherungsgesellschaften seit der Währungsstabilisierung. Dissertation Universität Frankfurt am Main 1931.
- Die Lösung des Saargrenzproblems im Landkreise Trier. Schweich 1933.
- Die Lösung der Winzerfrage. Trier um 1933/34.
- Unter dem Pseudonym Klaus Simmer-Jochem: Generation ohne Hoffnung. Aufzeichnungen des Robert Grenzmann aus den Jahren 1913–1933. Hannover 1968.